# Dissanthelium peruvianum
Dissanthelium peruvianum là một loài thực vật có hoa trong họ Hòa thảo. Loài này được (Nees & Meyen) Pilg. mô tả khoa học đầu tiên năm 1906.